# Festiwal Filmowy w Turynie
Festiwal Filmowy w Turynie (wł.: Torino Film Festival) – festiwal filmowy odbywający się w Turynie we Włoszech od 1982 roku.
Ostatnia edycja festiwalu odbyła się w dniach 5 maja-4 września 2020 roku.